# 安妮塔·佩奇
安妮塔·佩奇（英語：Anita Page，1910年8月4日—2008年9月6日）是美國電影女演員，活躍於無聲電影時代。
安妮塔·佩奇為一個非常受歡迎的年輕恆星，據說是米高梅接受影迷郵件最多得演員。她被稱為“金髮，藍眼睛的拉丁人 “ ，是20世紀20年代“最美麗的好萊塢女孩”。她在1936年退休。
安妮塔·佩奇在2000年代演出四部電影。她於2008年9月去世，享年98歲。

## 連接
- Official Web Site （页面存档备份，存于）